# 1652
| 1652               |
| ------------------ |
| Dødsfald - Fødsler |
|                    |

| Gregoriansk kalender | 1652 MDCLII             |
| Ab urbe condita      | 2405                    |
| Armensk kalender     | 1101 ԹՎ ՌՃԱ             |
| Kinesiske kalender   | 4348 – 4349 辛卯 – 壬辰 |
| Etiopisk kalender    | 1644 – 1645             |
| Jødisk kalender      | 5412 – 5413             |
| Hindukalendere       |                         |
| - Vikram Samvat      | 1707 – 1708             |
| - Shaka Samvat       | 1574 – 1575             |
| - Kali Yuga          | 4753 – 4754             |
| Iransk kalender      | 1030 – 1031             |
| Islamisk kalender    | 1062 – 1063             |

Konge i Danmark: Frederik 3. – 1648-1670
Se også 1652 (tal)

## Begivenheder
- Det københavnske skib Fortuna vender hjem fra Vestindien med en værdifuld last. Dette fører til dannelsen af Karaibisk Compagnie

## Født
- 29. oktober - Jan Wyck, hollandsk barokmaler, bedst kendt for sine militær-værker (død 1702).

## Dødsfald
- 23. oktober - Johannes Bureus, svensk rune- og sprogforsker (født 1568).